# Rancho Santana FC
El Rancho Santana FC es un equipo de fútbol de Nicaragua que juega en la Liga Primera de Nicaragua, la primera categoría nacional.

## Historia
Fue fundado en el año 2015 en la ciudad de Tola en Rivas, Nicaragua y se convirtieron en el primer equipo de Rivas en la historia moderna en lograr el ascenso a la Liga Primera de Nicaragua después de vencer al Juventus Managua en la final por 1-0.
Es el segundo equipo de Rivas que logra el ascenso a la primera división desde que lo hiciera en ENAG en la temporada de 1960/61.

## Palmarés
- Liga de Ascenso de Nicaragua: 1

2023/24